# Atletski savez Bosne i Hercegovine
La Atletski savez Bosne i Hercegovine (ASBiH) è una federazione sportiva che ha il compito di promuovere la pratica dell'atletica leggera e coordinarne le attività dilettantistiche ed agonistiche in Bosnia ed Erzegovina. 